# 小行星13693
小行星13693（13693 Bondar）是一颗绕太阳运转的小行星，为主小行星带小行星。该小行星于1997年10月4日发现。

## 轨道参数
小行星13693的轨道半长轴为2.5911885 UA，离心率为0.185。